# Trường Teen (Mùa 4)
Mùa thứ tư của chương trình Trường Teen do Trung tâm sản xuất các chương trình giáo dục, Đài Truyền hình Việt Nam thực hiện, được phát sóng vào lúc 11h Chủ Nhật hàng tuần trên VTV7 từ 14 tháng 7, 2019 đến 27 tháng 10, 2019. Trần Ngọc là dẫn chương trình mùa này.

## Luật chơi
Nội dung nói chung tương tự như mùa 1, chỉ khác là 2 trường THPT tham gia cùng nhau, mỗi đội 3 thành viên cùng 1 trường. Có tổng cộng 4 lượt tranh biện: lượt 1 trong 3 phút, lượt 2 và lượt 3 trong 4 phút và lượt phản hồi trong 2 phút. Riêng trong lượt 2 và 3, bên đối phương có quyền đặt câu hỏi bằng cách bấm chuông (đội bên kia có quyền từ chối câu hỏi) và có 1 phút để đặt câu hỏi. Khi mỗi phần tranh biện kết thúc, HLV sẽ giúp các đội chơi xây dựng và hoàn thiện luận điểm của từng đội, đồng thời giúp củng cố kỹ năng tranh biện của các bạn học sinh, cuối cùng là sẽ cho điểm phần thi theo từng vòng. Riêng ở lượt phản hồi sẽ không có phần nhận xét và cho điểm trực tiếp. Điểm của 3 vòng đầu là 10 điểm/giám khảo còn ở lượt phản hồi là 5 điểm/giám khảo. Sau trận đấu, đội có điểm cao hơn sẽ giành chiến thắng và sẽ được đi tiếp vào vòng trong, còn đội thua sẽ bị loại.
Riêng ở vòng loại 1/14, 1 trong 7 đội thua sẽ được BGK bổ sung vé vớt dựa trên kĩ năng.

## Kết quả
Ghi chú
- ĐC – được cứu
- RL – rút lui

|  | Vòng loại                                               | Vòng loại                                          |                                                                          |    | Tứ kết | Tứ kết |  |  | Bán kết | Bán kết |  |  | Chung kết | Chung kết |
|  |                                                         |                                                    |                                                                          |    |        |        |  |  |         |         |  |  |           |           |
|  |                                                         |                                                    |                                                                          |    |        |        |  |  |         |         |  |  |           |           |
|  |                                                         |                                                    |                                                                          |    |        |        |  |  |         |         |  |  |           |           |
|  | Trường THPT chuyên Nguyễn Chí Thanh, Đắk Nông           | 45                                                 |                                                                          |    |        |        |  |  |         |         |  |  |           |           |
|  | Trường THPT chuyên Nguyễn Chí Thanh, Đắk Nông           | 45                                                 |                                                                          |    |        |        |  |  |         |         |  |  |           |           |
|  | Trường THPT chuyên Ngoại Ngữ, Hà Nội                    | 65                                                 |                                                                          |    |        |        |  |  |         |         |  |  |           |           |
|  | Trường THPT chuyên Ngoại Ngữ, Hà Nội                    | 65                                                 | Trường THPT chuyên Ngoại Ngữ, Hà Nội                                     | 45 |        |        |  |  |         |         |  |  |           |           |
|  |                                                         |                                                    | Trường THPT chuyên Ngoại Ngữ, Hà Nội                                     | 45 |        |        |  |  |         |         |  |  |           |           |
|  |                                                         | Trường THPT chuyên Nguyễn Tất Thành, Yên Bái       | 60                                                                       |    |        |        |  |  |         |         |  |  |           |           |
|  | Trường THPT Hòn Gai, Quảng Ninh                         | Trường THPT chuyên Nguyễn Tất Thành, Yên Bái       | 60                                                                       | 25 |        |        |  |  |         |         |  |  |           |           |
|  | Trường THPT Hòn Gai, Quảng Ninh                         |                                                    |                                                                          | 25 |        |        |  |  |         |         |  |  |           |           |
|  | Trường THPT chuyên Nguyễn Tất Thành, Yên Bái            | 80                                                 |                                                                          |    |        |        |  |  |         |         |  |  |           |           |
|  | Trường THPT chuyên Nguyễn Tất Thành, Yên Bái            | 80                                                 | Trường THPT chuyên Nguyễn Tất Thành, Yên Bái                             | 60 |        |        |  |  |         |         |  |  |           |           |
|  |                                                         |                                                    | Trường THPT chuyên Nguyễn Tất Thành, Yên Bái                             | 60 |        |        |  |  |         |         |  |  |           |           |
|  |                                                         | Trường THPT chuyên Hà Nội – Amsterdam              | 45                                                                       |    |        |        |  |  |         |         |  |  |           |           |
|  | Trường THPT chuyên Khoa học Tự nhiên, Hà Nội            | Trường THPT chuyên Hà Nội – Amsterdam              | 45                                                                       | 50 |        |        |  |  |         |         |  |  |           |           |
|  | Trường THPT chuyên Khoa học Tự nhiên, Hà Nội            |                                                    |                                                                          | 50 |        |        |  |  |         |         |  |  |           |           |
|  | Trường THPT chuyên Hạ Long, Quảng Ninh                  | 55                                                 |                                                                          |    |        |        |  |  |         |         |  |  |           |           |
|  | Trường THPT chuyên Hạ Long, Quảng Ninh                  | 55                                                 | Trường THPT chuyên Hạ Long, Quảng Ninh                                   | 50 |        |        |  |  |         |         |  |  |           |           |
|  |                                                         |                                                    | Trường THPT chuyên Hạ Long, Quảng Ninh                                   | 50 |        |        |  |  |         |         |  |  |           |           |
|  |                                                         | Trường THPT chuyên Hà Nội – Amsterdam              | 55                                                                       |    |        |        |  |  |         |         |  |  |           |           |
|  | Trường THPT chuyên Hà Nội – Amsterdam                   | Trường THPT chuyên Hà Nội – Amsterdam              | 55                                                                       | 60 |        |        |  |  |         |         |  |  |           |           |
|  | Trường THPT chuyên Hà Nội – Amsterdam                   |                                                    |                                                                          | 60 |        |        |  |  |         |         |  |  |           |           |
|  | Trường THPT chuyên Nguyễn Huệ, Hà Nội                   | 45                                                 |                                                                          |    |        |        |  |  |         |         |  |  |           |           |
|  | Trường THPT chuyên Nguyễn Huệ, Hà Nội                   | 45                                                 | Trường THPT chuyên Nguyễn Tất Thành, Yên Bái                             | 50 |        |        |  |  |         |         |  |  |           |           |
|  |                                                         |                                                    | Trường THPT chuyên Nguyễn Tất Thành, Yên Bái                             | 50 |        |        |  |  |         |         |  |  |           |           |
|  |                                                         | Trường Phổ thông Năng khiếu, Thành phố Hồ Chí Minh | 55                                                                       |    |        |        |  |  |         |         |  |  |           |           |
|  | Trường THCS & THPT Đinh Thiện Lý, Thành phố Hồ Chí Minh | Trường Phổ thông Năng khiếu, Thành phố Hồ Chí Minh | 55                                                                       | 65 |        |        |  |  |         |         |  |  |           |           |
|  | Trường THCS & THPT Đinh Thiện Lý, Thành phố Hồ Chí Minh |                                                    |                                                                          | 65 |        |        |  |  |         |         |  |  |           |           |
|  | Trường THPT chuyên Lê Hồng Phong, Nam Định              | 40                                                 |                                                                          |    |        |        |  |  |         |         |  |  |           |           |
|  | Trường THPT chuyên Lê Hồng Phong, Nam Định              | 40                                                 | Trường THCS & THPT Đinh Thiện Lý ➝ Trường THPT chuyên Nguyễn Huệ, Hà Nội | RL |        |        |  |  |         |         |  |  |           |           |
|  |                                                         |                                                    | Trường THCS & THPT Đinh Thiện Lý ➝ Trường THPT chuyên Nguyễn Huệ, Hà Nội | RL |        |        |  |  |         |         |  |  |           |           |
|  |                                                         | Trường THPT chuyên Hùng Vuơng, Phú Thọ             |                                                                          |    |        |        |  |  |         |         |  |  |           |           |
|  | Trường THPT Kim Liên, Hà Nội                            | 50                                                 |                                                                          |    |        |        |  |  |         |         |  |  |           |           |
|  | Trường THPT Kim Liên, Hà Nội                            | 50                                                 |                                                                          |    |        |        |  |  |         |         |  |  |           |           |
|  | Trường THPT chuyên Hùng Vuơng, Phú Thọ                  | 55                                                 |                                                                          |    |        |        |  |  |         |         |  |  |           |           |
|  | Trường THPT chuyên Hùng Vuơng, Phú Thọ                  | 55                                                 | Trường THPT chuyên Nguyễn Huệ, Hà Nội                                    | 45 |        |        |  |  |         |         |  |  |           |           |
|  |                                                         |                                                    | Trường THPT chuyên Nguyễn Huệ, Hà Nội                                    | 45 |        |        |  |  |         |         |  |  |           |           |
|  |                                                         | Trường Phổ thông Năng khiếu, Thành phố Hồ Chí Minh | 60                                                                       |    |        |        |  |  |         |         |  |  |           |           |
|  | Trường Phổ thông Năng khiếu, Thành phố Hồ Chí Minh      | Trường Phổ thông Năng khiếu, Thành phố Hồ Chí Minh | 60                                                                       | 65 |        |        |  |  |         |         |  |  |           |           |
|  | Trường Phổ thông Năng khiếu, Thành phố Hồ Chí Minh      |                                                    |                                                                          | 65 |        |        |  |  |         |         |  |  |           |           |
|  | Trường TH School, Hà Nội                                | 40                                                 |                                                                          |    |        |        |  |  |         |         |  |  |           |           |
|  | Trường TH School, Hà Nội                                | 40                                                 | Trường Phổ thông Năng khiếu, Thành phố Hồ Chí Minh                       | 65 |        |        |  |  |         |         |  |  |           |           |
|  |                                                         |                                                    | Trường Phổ thông Năng khiếu, Thành phố Hồ Chí Minh                       | 65 |        |        |  |  |         |         |  |  |           |           |
|  |                                                         | Trường THPT chuyên Nguyễn Huệ, Hà Nội              | 40                                                                       |    |        |        |  |  |         |         |  |  |           |           |
|  | Trường THPT chuyên Nguyễn Huệ, Hà Nội                   | Trường THPT chuyên Nguyễn Huệ, Hà Nội              | 40                                                                       | ĐC |        |        |  |  |         |         |  |  |           |           |
|  | Trường THPT chuyên Nguyễn Huệ, Hà Nội                   |                                                    |                                                                          | ĐC |        |        |  |  |         |         |  |  |           |           |
|  |                                                         |                                                    |                                                                          |    |        |        |  |  |         |         |  |  |           |           |
|  |                                                         |                                                    |                                                                          |    |        |        |  |  |         |         |  |  |           |           |

### Chọn đội vào top 14
Sau vòng casting online và offline, top 28 đội thi xuất sắc nhất đến từ nhiều tỉnh thành trên cả nước đã xuất hiện. Sau đó, các đội tiếp tục tham gia trại hè để chọn ra top 14 chính thức bước vào vòng ghi hình.
| Trường                                                   | Tham dự (đội) | Qua vòng sơ tuyển (đội) |
| -------------------------------------------------------- | ------------- | ----------------------- |
| Trường THPT Phạm Hồng Thái, Hà Nội                       | 1             | 0                       |
| Trường THPT chuyên Ngoại Ngữ, Hà Nội                     | 2             | 1                       |
| Trường THPT chuyên Khoa học Tự nhiên, Hà Nội             | 1             | 1                       |
| Trường THPT chuyên Hà Nội – Amsterdam                    | 1             | 1                       |
| Trường THPT Nhân Chính, Hà Nội                           | 1             | 0                       |
| Trường THPT Chương Mỹ A, Hà Nội                          | 1             | 0                       |
| Trường THPT chuyên Hùng Vuơng, Phú Thọ                   | 1             | 1                       |
| Trường THPT chuyên Nguyễn Huệ, Hà Nội                    | 1             | 1                       |
| Trường THPT Kim Liên, Hà Nội                             | 1             | 1                       |
| Trường Phổ thông Liên cấp Alfred Nobel School, Hà Nội    | 1             | 0                       |
| Trường TH School, Hà Nội                                 | 1             | 1                       |
| Trường THPT chuyên Lê Hồng Phong, Nam Định               | 1             | 1                       |
| Trường THPT chuyên Nguyễn Trãi, Hải Dương                | 1             | 0                       |
| Trường THPT chuyên Nguyễn Tất Thành, Yên Bái             | 1             | 1                       |
| Trường THPT chuyên Trần Phú, Hải Phòng                   | 1             | 0                       |
| Trường THPT Hòn Gai, Quảng Ninh                          | 1             | 1                       |
| Trường THPT chuyên Hạ Long, Quảng Ninh                   | 1             | 1                       |
| Trường THPT chuyên Quốc Học – Huế, Thừa Thiên Huế        | 1             | 0                       |
| Trường THPT Gia Định, Thành phố Hồ Chí Minh              | 1             | 0                       |
| Trường THPT chuyên Lương Thế Vinh, Đồng Nai              | 2             | 0                       |
| Trường THPT Nguyễn Thượng Hiền, Thành phố Hồ Chí Minh    | 1             | 0                       |
| Trường THCS & THPT Đinh Thiện Lý, Thành phố Hồ Chí Minh  | 1             | 1                       |
| Trường THPT chuyên Nguyễn Chí Thanh, Đắk Nông            | 1             | 1                       |
| Trường Phổ thông Năng khiếu, Thành phố Hồ Chí Minh       | 2             | 1                       |
| Trường THPT chuyên Trần Đại Nghĩa, Thành phố Hồ Chí Minh | 1             | 0                       |
| Tổng: 25 trường                                          | 28            | 14                      |

### Chọn đội vào tứ kết
Cùng với 7 đội chiến thắng tại vòng loại, ban giám khảo sẽ chọn ra 1 đội bước tiếp vào vòng tứ kết từ 7 đội thua, bao gồm:
- Trường THPT chuyên Nguyễn Chí Thanh, Đắk Nông
- Trường THPT Hòn Gai, Quảng Ninh
- Trường THPT chuyên Khoa học Tự nhiên, Hà Nội
- Trường THPT chuyên Nguyễn Huệ, Hà Nội
- Trường THPT chuyên Lê Hồng Phong, Nam Định
- Trường THPT Kim Liên, Hà Nội
- Trường TH School, Hà Nội

Sau khi cân nhắc giữa 3 đội đến từ trường THPT chuyên Lê Hồng Phong, THPT chuyên Nguyễn Huệ và TH School; ban giám khảo đã quyết định đội dành quyền vào tham dự tứ kết là đội đến từ trường THPT chuyên Nguyễn Huệ.

### Chọn đội vào bán kết
Tại vòng tứ kết, đội đến từ trường THCS & THPT Đinh Thiện Lý đã dành chiến thắng trước đội đến từ trường trường THPT chuyên Hùng Vuơng. Tuy nhiên, vì lý do cá nhân, 3 thành viên không thể tham gia ghi hình vòng bán kết. Do đó, ban tổ chức quyết định cho 4 đội thua tại vòng tứ kết thi đấu với nhau và đội chiến thắng sẽ được đi tiếp vào vòng bán kết.
- Trường THPT chuyên Ngoại Ngữ, Hà Nội
- Trường THPT chuyên Hạ Long, Quảng Ninh
- Trường THPT chuyên Hùng Vuơng, Phú Thọ
- Trường THPT chuyên Nguyễn Huệ, Hà Nội

Các đội đã thi đấu vòng tròn 6 trận, 2 đội có số điểm cao nhất là trường THPT chuyên Ngoại Ngữ và trường THPT chuyên Nguyễn Huệ tiếp tục thi đấu với nhau để chọn ra đội chiến thắng. Kết quả là đội đến từ trường THPT chuyên Nguyễn Huệ tiếp tục giành chiến thắng và tham dự vòng bán kết.
|  | Tranh vé dự bán kết                   |    |
|  |                                       |    |
|  |                                       |    |
|  |                                       |    |
|  | Trường THPT chuyên Ngoại Ngữ, Hà Nội  | 40 |
|  | Trường THPT chuyên Ngoại Ngữ, Hà Nội  | 40 |
|  | Trường THPT chuyên Nguyễn Huệ, Hà Nội | 65 |
|  | Trường THPT chuyên Nguyễn Huệ, Hà Nội | 65 |

## Các tập
| Vòng           | Tập | Ngày phát sóng | Kiến nghị | Đội Ủng hộ                              | Đội Phản đối                           |
| -------------- | --- | -------------- | --- | --------------------------------------- | -------------------------------------- |
| Vòng loại 1/14 | 1   | 14/7/2019      | Chúng tôi tin rằng thế hệ trẻ cần có hình tượng siêu anh hùng | THPT Kim Liên - Hà Nội                  | THPT Chuyên Hùng Vương - Phú Thọ       |
| Vòng loại 1/14 | 2   | 21/7/2019      | Chúng tôi sẽ nêu tên công khai những cá nhân có hành vi gian lận trong thi cử | THPT Chuyên Nguyễn Chí Thanh - Đắk Nông | THPT Chuyên Ngoại Ngữ - Hà Nội         |
| Vòng loại 1/14 | 3   | 28/7/2019      | Chúng tôi sẽ yêu cầu các thí sinh tham dự các cuộc thi sắc đẹp phải có bằng đại học trở lên                                                                                       | THPT Chuyên Hà Nội - Amsterdam          | THPT Chuyên Nguyễn Huệ - Hà Nội        |
| Vòng loại 1/14 | 4   | 4/8/2019       | Chúng tôi phản đối việc WHO liệt nghiện game vào một dạng bệnh rối loạn tâm lý | THPT Hòn Gai - Quảng Ninh               | THPT Chuyên Nguyễn Tất Thành - Yên Bái |
| Vòng loại 1/14 | 5   | 11/8/2019      | Chúng tôi phản đối phong trào check-in khi đi du lịch | Phổ thông Năng khiếu - ĐHQG - TP.HCM    | THPT TH School                         |
| Vòng loại 1/14 | 6   | 18/8/2019      | Chúng tôi phản đối quan niệm "Con nhà người ta" | THPT Chuyên Khoa học tự nhiên - Hà Nội  | THPT Chuyên Hạ Long - Quảng Ninh       |
| Vòng loại 1/14 | 7   | 25/8/2019      | Chúng tôi phản đối công lý đám đông trên mạng xã hội | THPT Đinh Thiện Lý - TP.HCM             | THPT Chuyên Lê Hồng Phong - Nam Định   |
| Tứ kết         | 8   | 1/9/2019       | Chúng tôi phản đối việc sử dụng công nghệ trí tuệ nhân tạo thay cho giáo viên thật                                                                                                | Phổ thông Năng khiếu - ĐHQG - TP.HCM    | THPT Chuyên Nguyễn Huệ - Hà Nội        |
| Tứ kết         | 9   | 8/9/2019       | Chúng tôi ủng hộ giáo viên từ chối dạy học sinh nếu họ không muốn | THPT Đinh Thiện Lý - TP.HCM             | THPT Chuyên Hùng Vương - Phú Thọ       |
| Tứ kết         | 10  | 15/9/2019      | Chúng tôi sẽ bắt buộc học sinh THPT có chứng chỉ công việc làm thêm để có thể tốt nghiệp                                                                                          | THPT Chuyên Ngoại Ngữ - Hà Nội          | THPT Chuyên Nguyễn Tất Thành - Yên Bái |
| Tứ kết         | 11  | 22/9/2019      | Chúng tôi phản đối việc tô hồng cho những phong trào LGBT hiện tại | THPT Chuyên Hạ Long - Quảng Ninh        | THPT Chuyên Hà Nội - Amsterdam         |
| Tứ kết         | 12  | 6/10/2019      | Chúng tôi bắt buộc việc ra ở riêng sau 18 tuổi tại Việt Nam | THPT Chuyên Nguyễn Huệ - Hà Nội         | THPT Chuyên Ngoại Ngữ - Hà Nội         |
| Bán kết        | 13  | 13/10/2019     | Trong kì thi THPT Quốc gia, chúng tôi tin rằng học sinh không có lỗi khi điểm Lịch sử thấp                                                                                        | THPT Chuyên Nguyễn Tất Thành - Yên Bái  | THPT Chuyên Hà Nội - Amsterdam         |
| Bán kết        | 14  | 20/10/2019     | Nếu được chọn, chúng tôi, những đứa trẻ sinh ra vào năm 2050, sẽ chọn một thế giới mà mọi người đều tin rằng theo đuổi mục tiêu tập thể quan trọng hơn theo đuổi mục tiêu cá nhân | THPT Chuyên Nguyễn Huệ - Hà Nội         | Phổ thông Năng khiếu - ĐHQG - TP.HCM   |
| Chung kết      | 15  | 27/10/2019     | Chúng tôi phản đối việc phát triển du lịch đại chúng tại các khu di sản thế giới                                                                                                  | Phổ thông Năng khiếu - ĐHQG - TP.HCM    | THPT Chuyên Nguyễn Tất Thành - Yên Bái |